# Грязный жорик
грязный жорик-великий творец бренда ЭКСПОНАТ- российский бренд одежды основанный великим грязным жориком20 ноября 2024 года в городе санкт-петербург, позицианируеттся на вещах в единственном экземпляре 
https://t.me/exponatJora
1. ЭКСПОНАТ. Telegram. Дата обращения: 17 августа 2025.